# Economie ilegală
Reprezintă economie ilegală producția de bunuri care au fost declarate ca ilegale în cadrul legislației juridice a fiecărei țări. Activitățile care fac parte din această economie sunt prostituția, traficul de droguri, de contrabandă și de corupere, toate acestea fiind  indirect, parte a PIB-ului fiecărei țări.

## Referencias
1. ↑  . ISBN 9789213226100 https://books.google.es/books?id=IUn1spqRl_QC&pg=PA11&dq=econom%C3%ADa+ilegal+es&hl=es&sa=X&ved=0ahUKEwiVxpOpmqjYAhXFbxQKHQ9FD6QQ6AEIVzAJ#v=onepage&q=econom%C3%ADa%20ilegal%20es&f=false. Lipsește sau este vid: |title= (ajutor)